# Manfred Straßburg

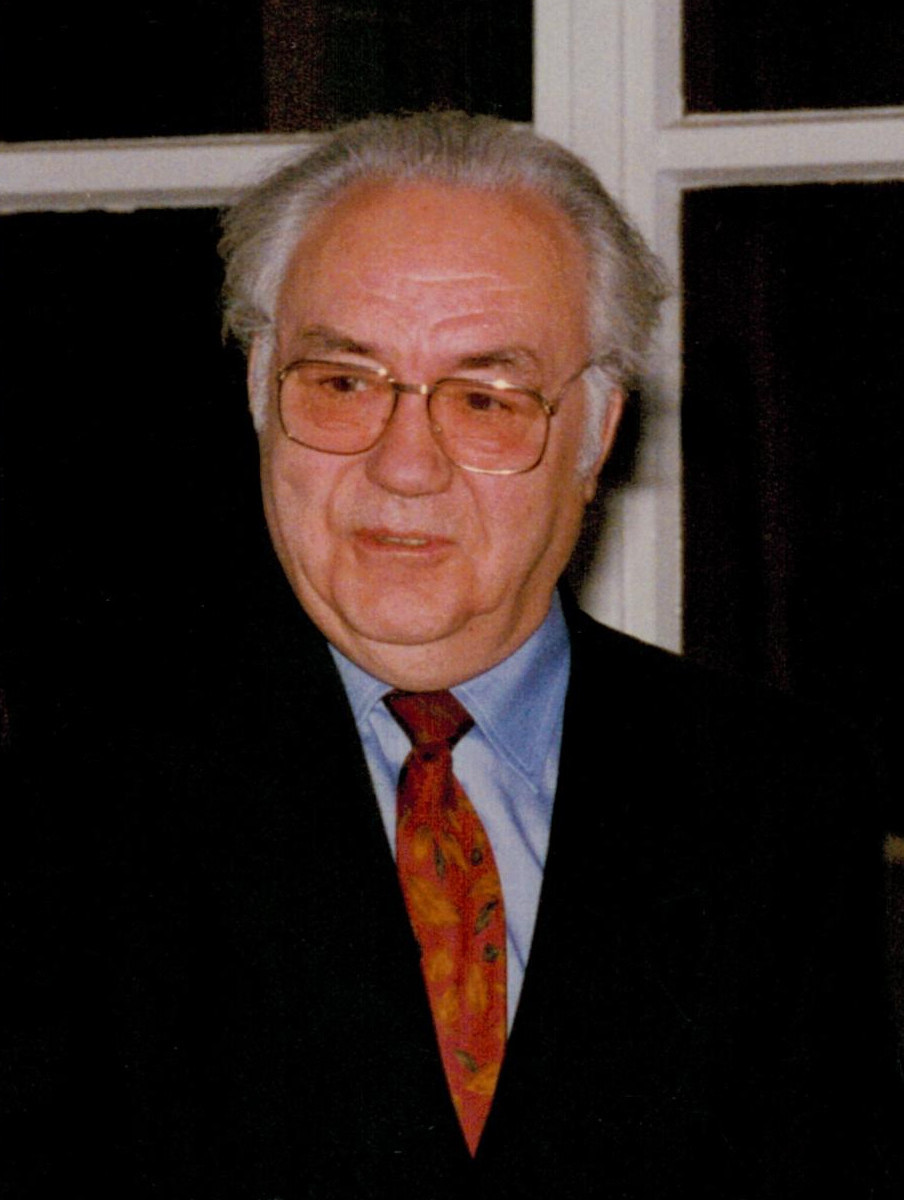
Manfred Straßburg

Manfred Straßburg (* 30. August 1930 in Bremen; † 6. Dezember 2014) war ein deutscher Zahnmediziner. Er war emeritierter ordentlicher Professor für Zahn-, Mund- und Kieferheilkunde an der Heinrich-Heine-Universität Düsseldorf. Eines seiner Spezialgebiete war die Oralmedizin mit den Mundschleimhauterkrankungen.

## Leben
Nach dem Abitur 1950 in seiner Heimatstadt studierte Straßburg Zahnmedizin an der Universität Göttingen, wo er 1954 das Staatsexamen ablegte und im selben Jahr promovierte. 1955 bis 1959 arbeitete er als planmäßiger Assistent an der Kieferklinik Bremen und wurde dort auch in der Kieferchirurgie ausgebildet. Von Bremen wechselte er 1959 an die Universität des Saarlandes, wo er als Oberarzt an der neu geschaffenen Klinik für Zahn-, Mund- und Kieferkrankheiten in Homburg tätig war, sich 1962 für das Fach Zahn-, Mund- und Kieferheilkunde habilitierte und anschließend die Klinik kommissarisch leitete. 1963 erfolgte sein Wechsel nach Düsseldorf an die Westdeutsche Kieferklinik der damaligen Medizinischen Akademie; hier war er zunächst Oberarzt der Poliklinisch-Chirurgischen Abteilung, später leitender Oberarzt der Abteilung für Zahnerhaltung und Parodontologie. 1967 wurde er zum apl. Professor und 1969 zum Wissenschaftlichen Abteilungsvorsteher und Professor ernannt. 1971 erhielt Straßburg Rufe auf Ordinariate für Zahn-, Mund- und Kieferheilkunde an der Universität Frankfurt am Main, an der RWTH Aachen sowie an der Universität Düsseldorf. Er blieb in Düsseldorf und wurde 1972 zum ordentlichen Professor berufen unter gleichzeitiger Ernennung zum Direktor der Poliklinik und Klinik für Zahn-, Mund- und Kieferkrankheiten (Westdeutsche Kieferklinik). In dieser Funktion leitete er bis zu seiner Emeritierung 1995 die Poliklinik für Zahnärztliche Chirurgie und Aufnahme.

## Wissenschaftliche Veröffentlichungen/Schwerpunkte
In zahlreichen wissenschaftlichen Publikationen in Fachzeitschriften des In- und Auslandes sowie Buchbeiträgen hat Straßburg sich mit Themen verschiedener Disziplinen der Zahn-, Mund- und Kieferheilkunde (Zahnerhaltung, Parodontologie, Oralchirurgie) befasst. Sein vorrangiges klinisches und wissenschaftliches Interesse galt den primären Mundschleimhaut- erkrankungen und den oralen Manifestationen systemischer Erkrankungen. Er engagierte sich bei der Früherkennung bösartiger Veränderungen in der Mundhöhle wie auch in der Vorfelddiagnostik akuter Leukämien des Erwachsenenalters. Das zusammen mit dem zwischenzeitlich verstorbenen Prof. Knolle verfasste Werk „Farbatlas und Lehrbuch der Mundschleimhauterkrankungen“ liegt seit 1991 in 3. Auflage vor und wurde in mehrere Fremdsprachen übersetzt. Es ist ein internationales Standardwerk.

## Ehrenämter
- 1974 bis 1979 Leiter der Arbeitsgruppe „Mundschleimhauterkrankungen mit Hinweis auf Allgemeinerkrankungen“ der Fédération Dentaire Internationale. Mehrjähriger Berater in den Kommissionen für zahnärztliche Ausbildung sowie zahnärztliche Fort- und Weiterbildung in diesem internationalen Gremium
- 1974 bis 1981 Mit Gründung der Akademie Praxis und Wissenschaft deren stellvertretender Vorsitzender, von 1985 bis 1994 erneut Mitglied des Direktoriums
- 1978 bis 1997 Vorsitzender des Prüfungsausschusses Oralchirurgie der Zahnärztekammer Nordrhein
- 1975 bis 1990 Vorstandsmitglied der Deutschen Gesellschaft für Zahn-, Mund- und Kieferheilkunde
- 1980/1981 Dekan der Medizinischen Fakultät der Universität Düsseldorf
- 1981 bis 1985 Präsident der Deutschen Gesellschaft für Zahn-, Mund- und Kieferheilkunde[2]
- 1989 bis 1995 Mitglied des Klinischen Vorstandes der Medizinischen Einrichtungen der Universität Düsseldorf
- 1991 bis 2003 Mitglied des Kuratoriums der Stiftung „Hufeland-Preis“
- 1991 bis 2003 Mitglied des Beirates des Interdisziplinären Arbeitskreises Zahnärztliche Anästhesie der Deutschen Gesellschaft für Zahn-, Mund- und Kieferheilkunde und der Deutschen Gesellschaft für Anästhesiologie und Intensivmedizin
- 1992 bis 2006 Vorstandsmitglied der Deutschen Diabetes-Forschungsgesellschaft
- 2009 bis 2014 Vorstandsmitglied der Anna Wunderlich-Ernst Jühling-Stiftung

## Auszeichnungen/Ehrungen
Neben seiner Mitgliedschaft in zahlreichen nationalen und internationalen Fachgesellschaften ist Straßburg Ehrenmitglied mehrerer wissenschaftlicher Institutionen.
- 1963 Miller-Preis als höchste wissenschaftliche Auszeichnung der Deutschen Gesellschaft für Zahn-, Mund- und Kieferheilkunde für seine Grundlagenforschungen über die Auswirkungen des Zahnverlustes auf das Trigeminusganglion (als Monographie erschienen)
- 1969 Jahresbestpreis für die beste wissenschaftliche Publikation (zusammen mit Dr. Peters) über tierexperimentelle Untersuchungen zur Erzeugung von Gaumenspalten
- 1982 Ehrenmedaille der Universität Düsseldorf
- 1986 Goldene Ehrennadel der Deutschen Gesellschaft für Zahn-, Mund- und Kieferheilkunde
- 1990 Ehrennadel der deutschen Zahnärzteschaft in Gold
- 1996 Verdienstmedaille in Gold der Zahnärztekammer Nordrhein
- 1997 Bundesverdienstkreuz am Bande
- 2002 Bundesverdienstkreuz 1. Klasse[3]